# Sophronica apicalis
Sophronica apicalis là một loài bọ cánh cứng trong họ Cerambycidae.